# Vernonia triflora
Vernonia triflora là một loài thực vật có hoa trong họ Cúc. Loài này được Bremek. miêu tả khoa học đầu tiên.